# Кјурљевско језеро
Кјурљевско језеро (рус. Кю́рлевские карье́ры; фин. Kyyrölänjärvi) вештачко је језеро на северозападу европског дела Руске Федерације. Налази се на на крајњем истоку Волосовског рејона, на југозападу Лењинградске области. Географски припада Ижорском побрђу, односно басену реке Луге.
Формирало се у депресији некадашњег мајдана који је настао као последица ископавања површинских слојева кречњака за потребе грађевинске индустрије. Површина језерске акваторије је свега 0,7 км², док му дубина варира између 3 и 4 метра. Површина басена Кјурљевског језера је 33 км².
Из језера отиче река Оредеж која га повезује са басеном реке Луге и даље са Балтичким морем.
Јетеро се налази на подручју регионалног комплексног споменика природе Извориште реке Оредеж код места Донцо.